# Soundvenue
Soundvenue er et dansk musikmagasin og online musikportal, som blev etableret i 2002 af Lasse Kyed, Lasse Schou og René Petersen. Det udgives af Soundvenue A/S og chefredaktøren er Nicolai Torp. Soundvenue startede som et digitalt medie og havde et musikmagasin, der udkom i 14 år.
Soundvenue er et dansk, uafhængigt kulturmedie, der filterer og forklarer nye trends indenfor musik, gaming, film, serier og internetkultur.